# Актуарное заключение
Актуарное заключение (англ. statement of actuarial opinion) — документ, подготовленный по результатам актуарного оценивания. Оно содержит выводы об объёме финансовых обязательств органа или организации, деятельность которых являлась объектом актуарного оценивания, а также о возможности их выполнения или достижения финансовых показателей. Актуарное заключение предназначено для использования заказчиком или уполномоченным органом, а также другими заинтересованными лицами. В российском законодательстве определение актуарного заключения содержится во второй статье Федерального закона от 02.11.2013 № 293-ФЗ «Об актуарной деятельности в Российской Федерации».
Актуарное заключение включает в себя несколько обязательных позиций:
- сведения о субъекте актуарной деятельности и саморегулируемой организации актуариев, членом которой актуарий является;
- сведения о заказчике актуарного оценивания;
- сведения об объекте актуарной деятельности;
- дата составления актуарного заключения;
- дата, по состоянию на которую проведено актуарное оценивание;
- перечень предоставленных заказчиком актуарного оценивания сведений;
- указание на стандарты актуарной деятельности, использованные при подготовке актуарного заключения;
- описание методики актуарных расчётов, позволяющее провести проверку достоверности выводов, содержащихся в актуарном заключении;
- информация о математических моделях и статистических данных, использованных при проведении актуарного оценивания для обоснования выводов, содержащихся в актуарном заключении;
- ответ на задачу, поставленную перед актуарием в распоряжении или договоре о проведении актуарного оценивания, результаты актуарных расчётов, необходимые для обоснования выводов актуарного заключения;
- выводы, а также рекомендации по устранению выявленных недостатков.

В России актуарное заключение может составляться как в бумажной форме, так и в форме электронного документа. Бумажное актуарное заключение должно быть пронумеровано постранично, прошито и подписано актуарием. Требования к электронному актуарному заключению устанавливаются нормативно-правовым актом Банка России. Кроме того, дополнительные требования к актуарному заключению могут быть установлены в федеральных законах, нормативных актах Банка России и федеральных стандартах актуарной деятельности.
На финансовых рынках актуарное заключение подтверждает соответствие обязательств негосударственного пенсионного фонда перед клиентами и стоимость активов фонда, а также страховые обязательства и резервы страховщика.